# Oscarsgalan 2019
Oscarsgalan 2019 var den 91:a upplagan av Academy Awards, som belönade filminsatser från 2018, och hölls på Dolby Theatre i Los Angeles den 24 februari 2019. Galan sändes av ABC och producerades av Donna Gigliotti och Glenn Weiss.
The Favourite och Roma fick flest nomineringar med 10 stycken. Bohemian Rhapsody vann flest priser med 4 vinster. Green Book utsågs till Bästa film. Svensken Ludwig Göransson vann priset i kategorin Bästa filmmusik för Black Panther. Den svenska filmen Gräns nominerades till priset i kategorin Bästa smink, men vann inte. Den utsågs även till det svenska bidraget för priset i kategorin Bästa icke-engelskspråkiga film, dock utan att bli nominerad.
Det var ursprungligen tänkt att Kevin Hart skulle vara värd för galan. I samband med tillkännagivandet började dock några av hans gamla inlägg på Twitter (som ansågs vara homofobiska) att uppmärksammas, och Hart valde till följd att avstå från att leda galan. Därefter beslutades det att ingen skulle att vara värd för galan, vilket var första gången sedan 1989, utan istället bytte flera olika presentatörer av varandra under olika segment.

## Datum och händelser
| Datum            | Händelse                     |
| ---------------- | ---------------------------- |
| 18 november 2018 | Governors Awards             |
| 7 januari 2019   | Nomineringsröstning börjar   |
| 14 januari 2019  | Nomineringsröstning slutar   |
| 22 januari 2019  | Nomineringarna presenteras   |
| 12 februari 2019 | Sista röstningen börjar      |
| 19 februari 2019 | Sista röstningen slutar      |
| 24 februari 2019 | 91:a upplagan av Oscarsgalan |

## Governors Awards
Den tionde upplagan av Governors Awards hölls den 18 november 2018, där följande personer fick motta specialpriser:

### Heders-Oscar
- Marvin Levy
- Lalo Schifrin
- Cicely Tyson

### Irving G. Thalberg Memorial Award
- Kathleen Kennedy och Frank Marshall

## Vinnare och nominerade
Nomineringarna tillkännagavs den 22 januari 2019 live från Samuel Goldwyn Theater i Beverly Hills, Kalifornien och presenterades av skådespelarna Kumail Nanjiani och Tracee Ellis Ross. Vinnarna listas i fetstil.

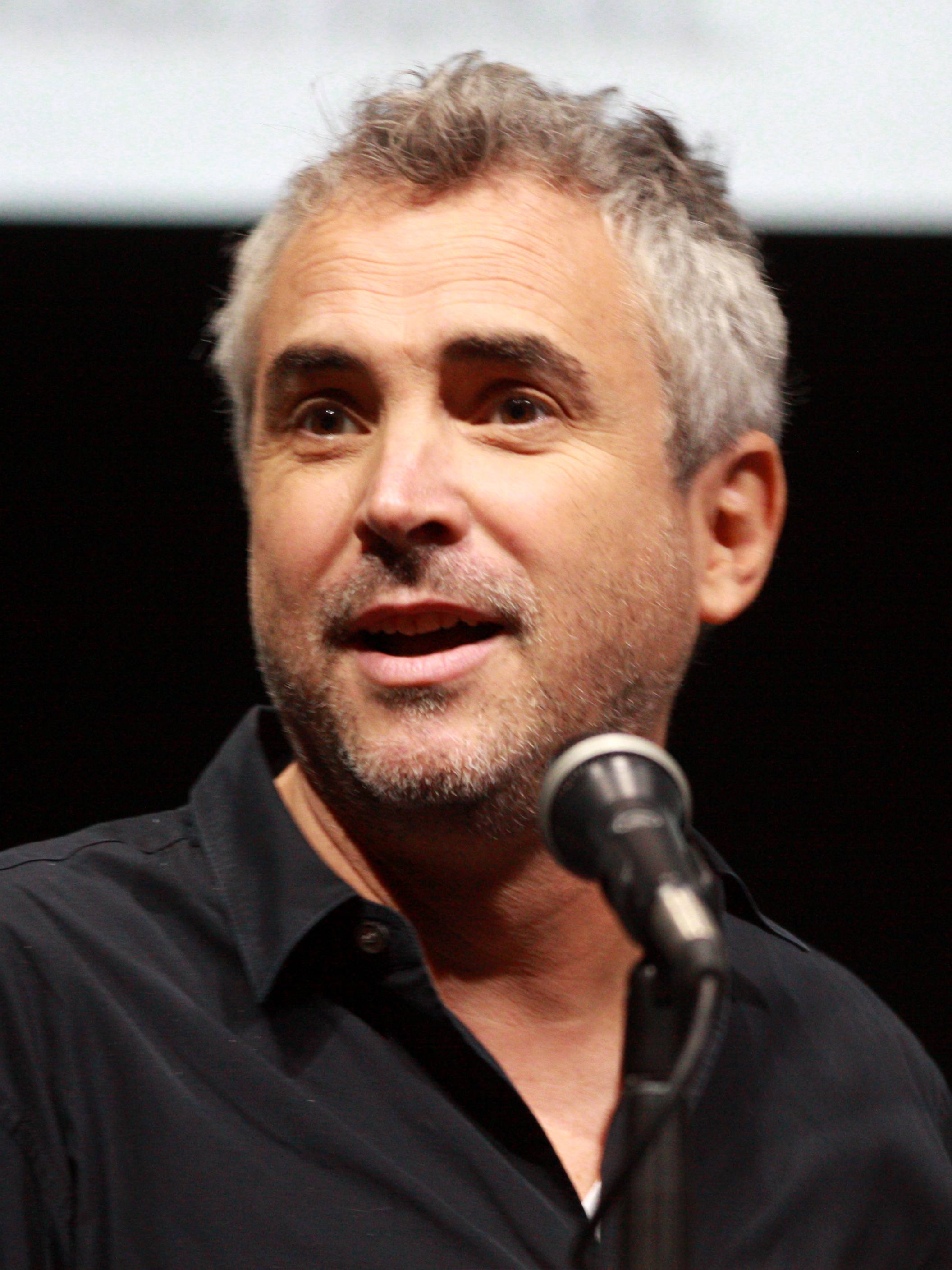
Alfonso Cuarón
Bästa regi, Bästa foto och Bästa icke-engelskspråkiga film

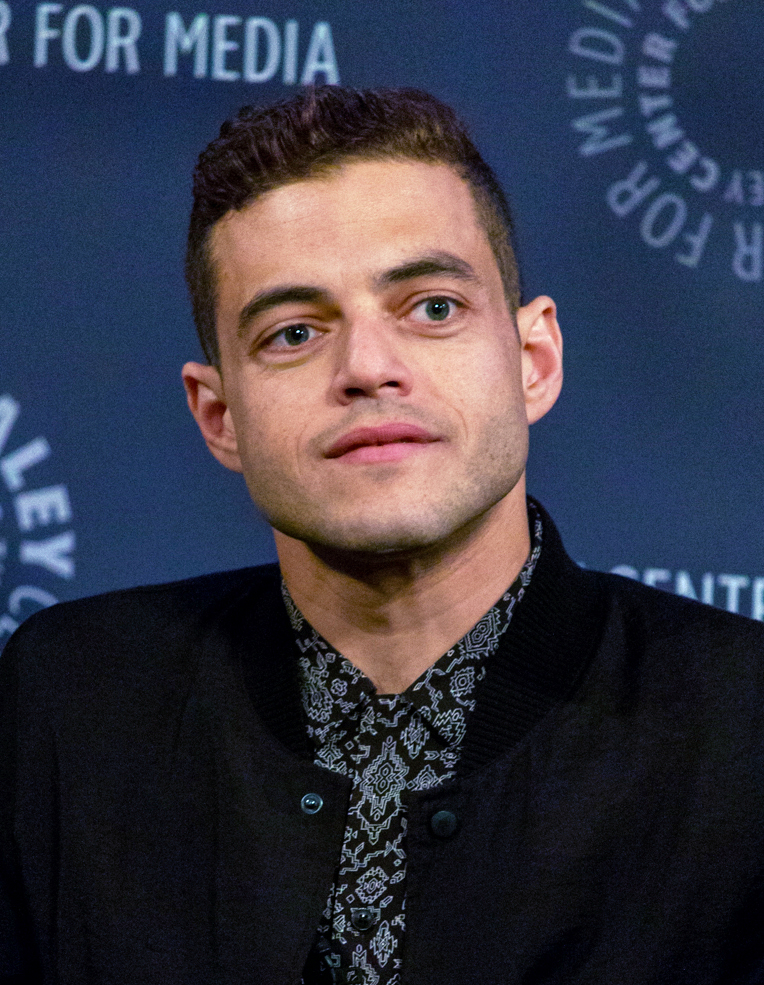
Rami Malek
Bästa manliga huvudroll

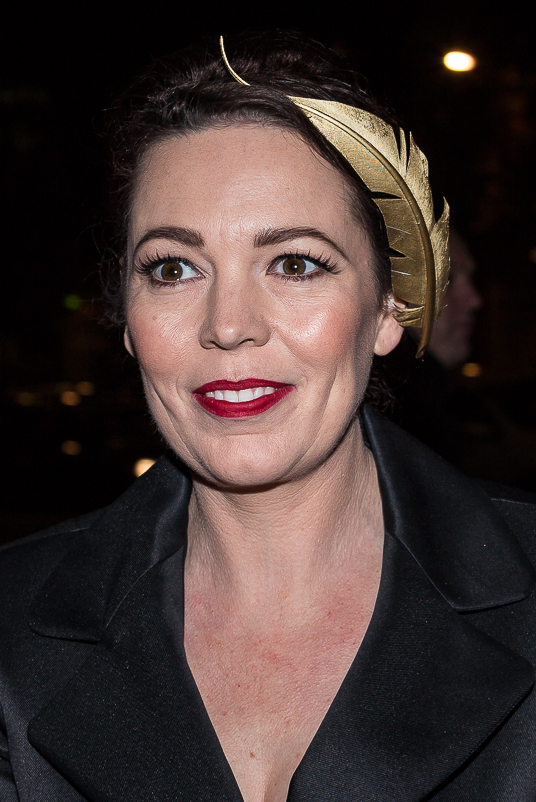
Olivia Colman
Bästa kvinnliga huvudroll

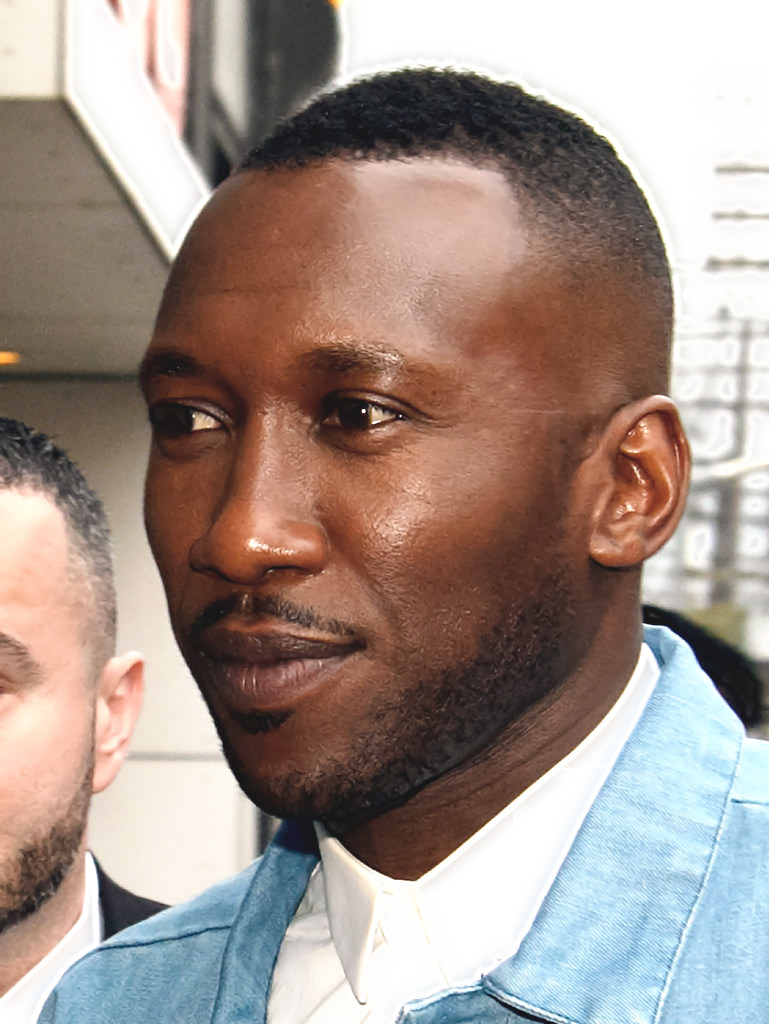
Mahershala Ali
Bästa manliga biroll

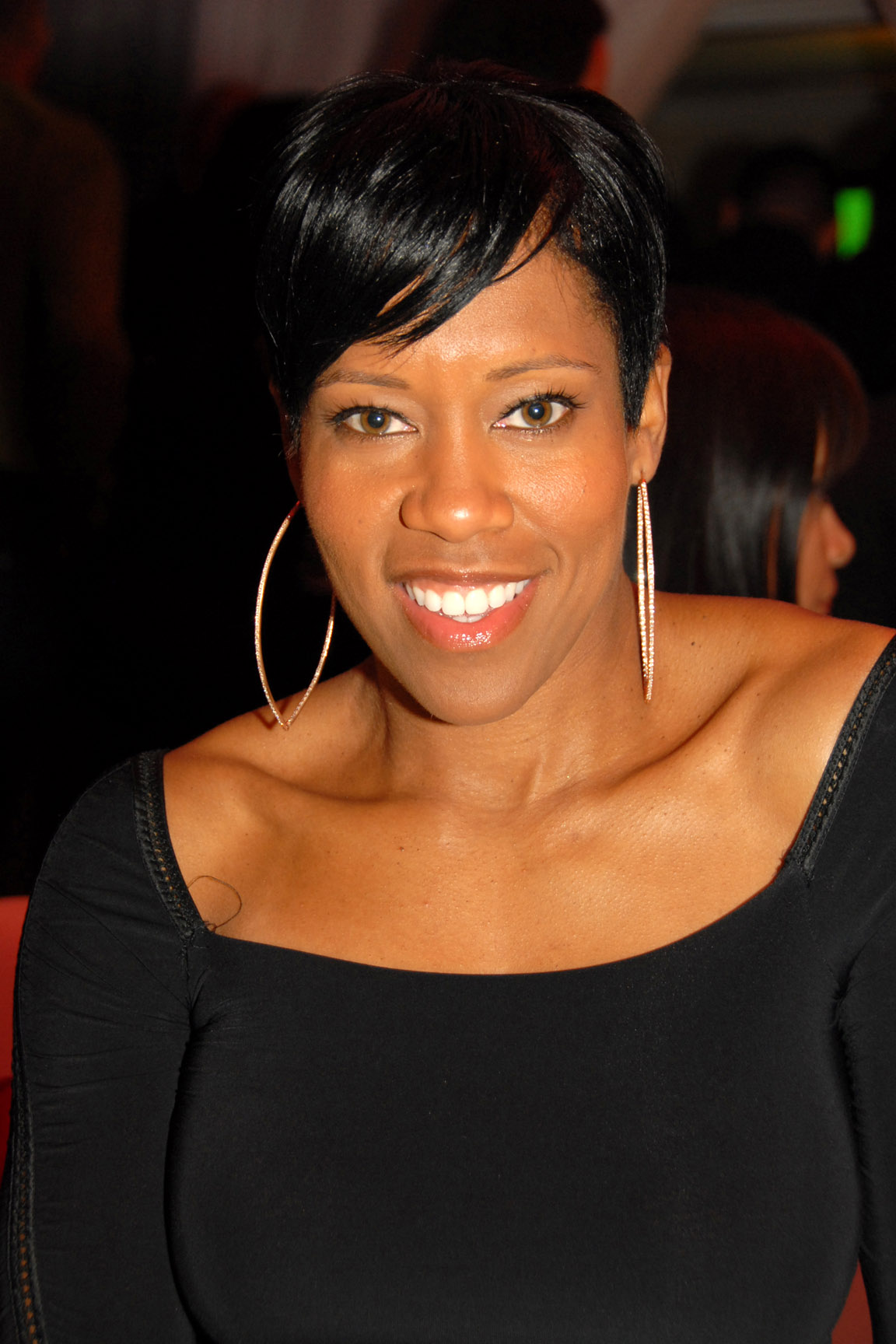
Regina King
Bästa kvinnliga biroll

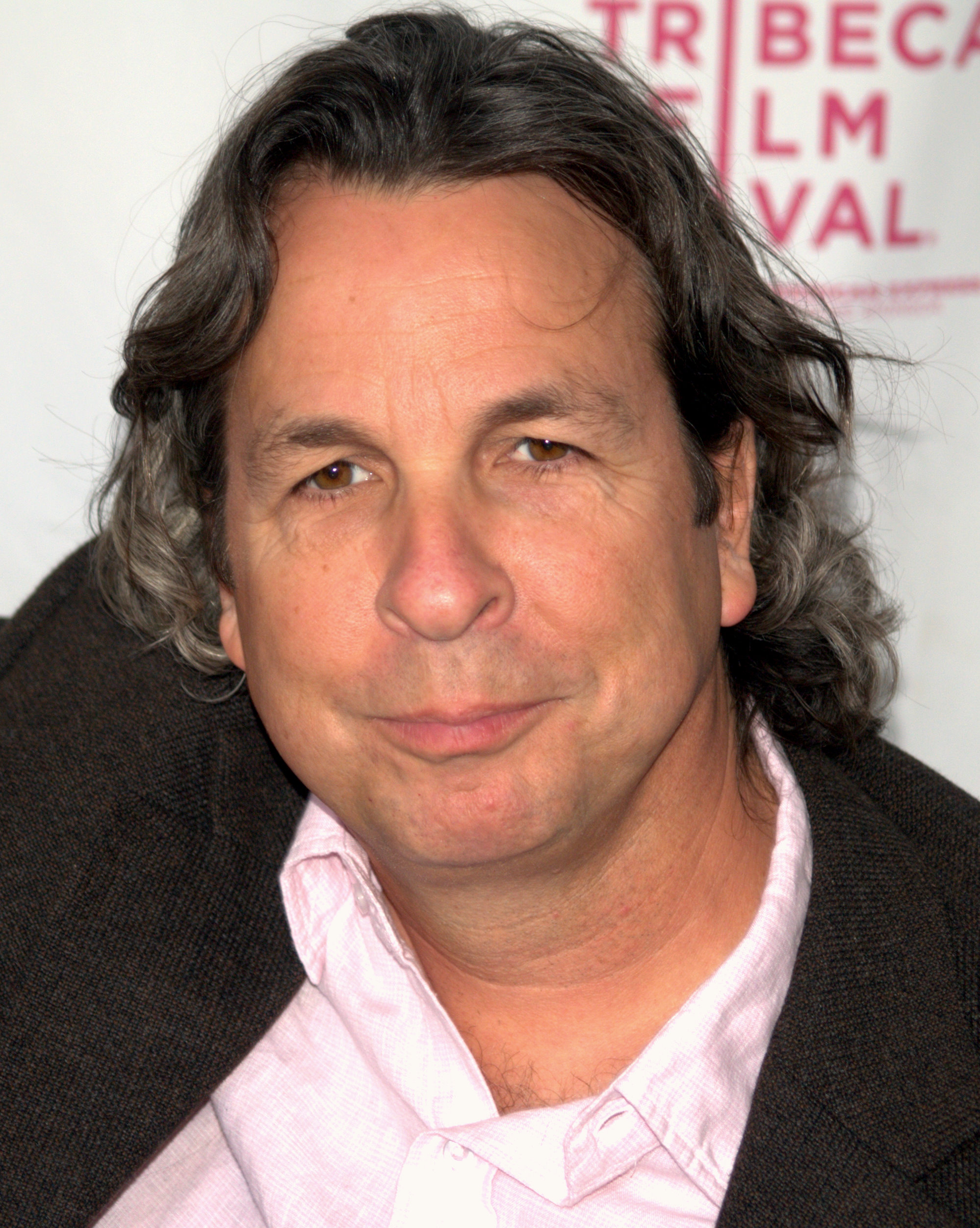
Peter Farrelly
Bästa film och Bästa originalmanus

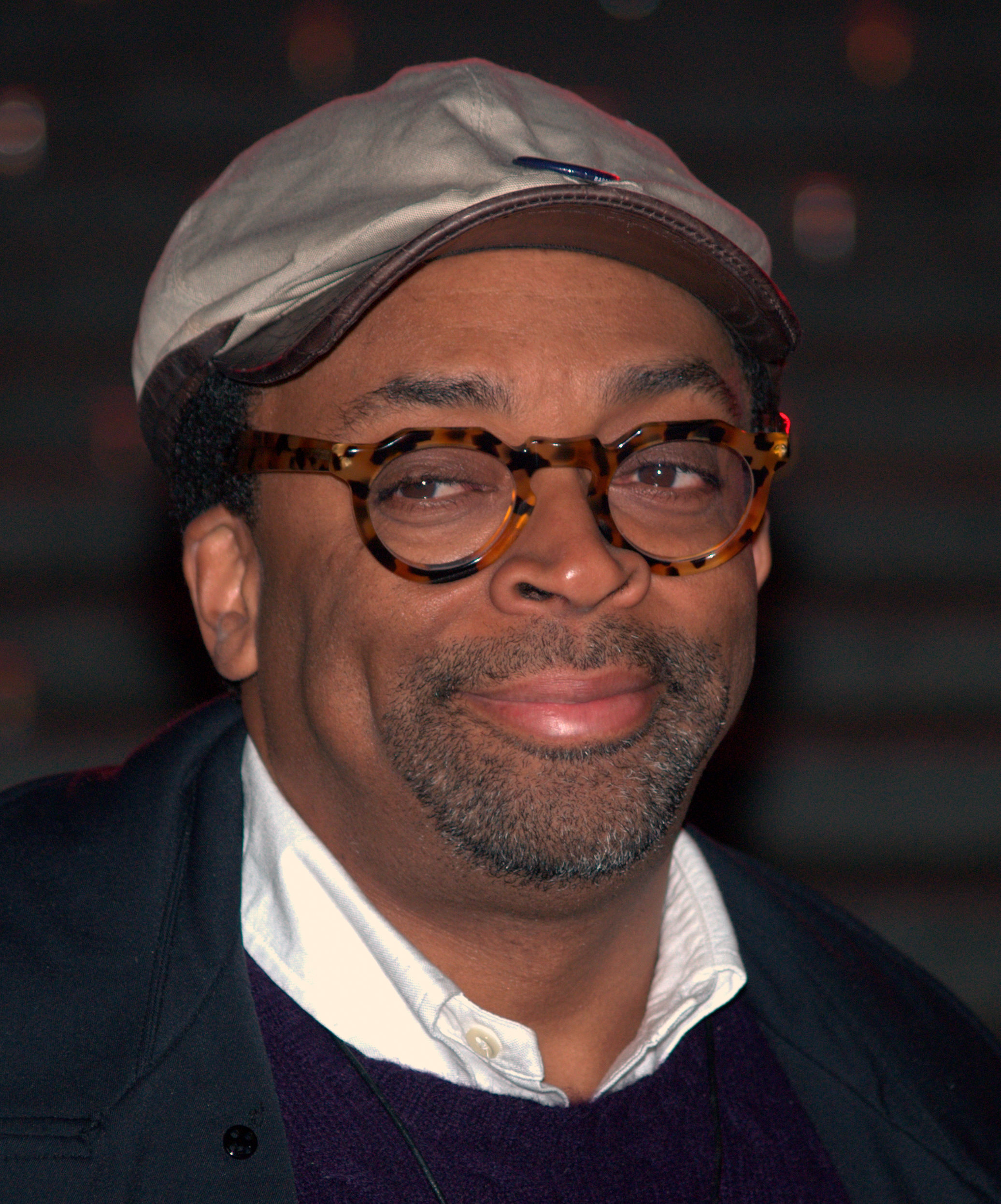
Spike Lee
Bästa manus efter förlaga

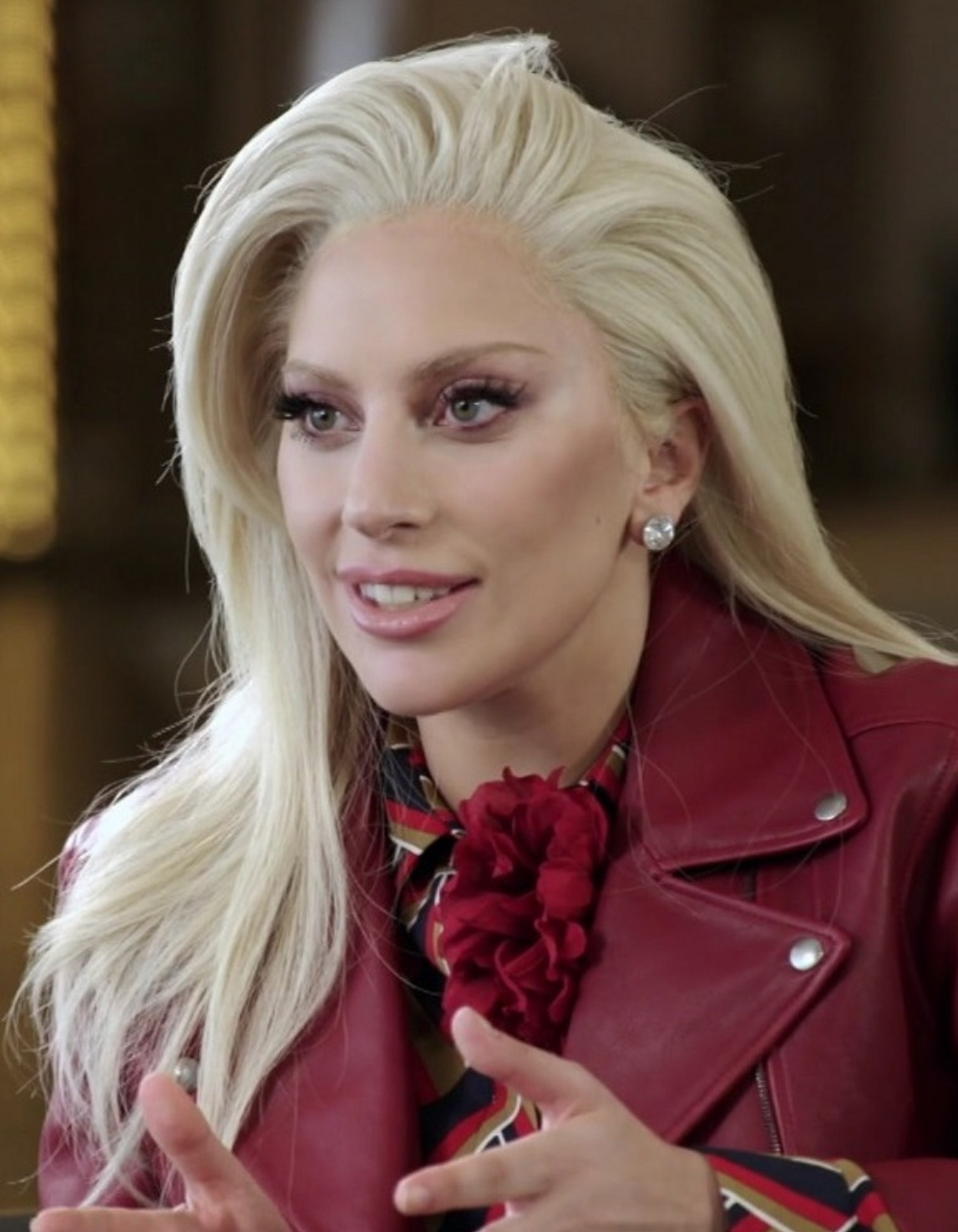
Lady Gaga
Bästa sång

| Bästa film - Green Book – Jim Burke, Charles B. Wessler, Brian Hayes Currie, Peter Farrelly och Nick Vallelonga - Black Panther – Kevin Feige - BlacKkKlansman – Sean McKittrick, Jason Blum, Raymond Mansfield, Jordan Peele och Spike Lee - Bohemian Rhapsody – Graham King - The Favourite – Ceci Dempsey, Ed Guiney, Lee Magiday och Yorgos Lanthimos - Roma – Gabriela Rodríguez och Alfonso Cuarón - A Star Is Born – Bill Gerber, Bradley Cooper och Lynette Howell Taylor - Vice – Dede Gardner, Jeremy Kleiner, Adam McKay och Kevin J. Messick | Bästa regi - Alfonso Cuarón – Roma - Yorgos Lanthimos – The Favourite - Spike Lee – BlacKkKlansman - Adam McKay – Vice - Paweł Pawlikowski – Cold War |
| Bästa manliga huvudroll - Rami Malek – Bohemian Rhapsody - Christian Bale – Vice - Bradley Cooper – A Star Is Born - Willem Dafoe – Vincent van Gogh – Vid evighetens port - Viggo Mortensen – Green Book | Bästa kvinnliga huvudroll - Olivia Colman – The Favourite - Yalitza Aparicio – Roma - Glenn Close – The Wife - Lady Gaga – A Star Is Born - Melissa McCarthy – Can You Ever Forgive Me? |
| Bästa manliga biroll - Mahershala Ali – Green Book - Adam Driver – BlacKkKlansman - Sam Elliott – A Star Is Born - Richard E. Grant – Can You Ever Forgive Me? - Sam Rockwell – Vice | Bästa kvinnliga biroll - Regina King – If Beale Street Could Talk - Amy Adams – Vice - Marina de Tavira – Roma - Emma Stone – The Favourite - Rachel Weisz – The Favourite |
| Bästa originalmanus - Green Book – Nick Vallelonga, Brian Hayes Currie och Peter Farrelly - The Favourite – Deborah Davis och Tony McNamara - First Reformed – Paul Schrader - Roma – Alfonso Cuarón - Vice – Adam McKay | Bästa manus efter förlaga - BlacKkKlansman – Charlie Wachtel, David Rabinowitz, Kevin Willmott och Spike Lee - The Ballad of Buster Scruggs – Joel Coen och Ethan Coen - Can You Ever Forgive Me? – Nicole Holofcener och Jeff Whitty - If Beale Street Could Talk – Barry Jenkins - A Star Is Born – Eric Roth, Bradley Cooper och Will Fetters |
| Bästa animerade film - Spider-Man: Into the Spider-Verse – Bob Persichetti, Peter Ramsey, Rodney Rothman, Phil Lord och Christopher Miller - Isle of Dogs – Wes Anderson, Scott Rudin, Steven Rales och Jeremy Dawson - Miraï, min lillasyster – Mamoru Hosoda och Yûichirô Saitô - Röjar-Ralf kraschar internet – Rich Moore, Phil Johnston och Clark Spencer - Superhjältarna 2 – Brad Bird, John Walker och Nicole Paradis Grindle | Bästa icke-engelskspråkiga film - Mexiko – Roma - Japan – Shoplifters - Libanon – Kapernaum - Polen – Cold War - Tyskland – Never Look Away |
| Bästa dokumentär - Free Solo – Elizabeth Chai Vasarhelyi, Jimmy Chin, Evan Hayes och Shannon Dill - Hale County This Morning, This Evening – RaMell Ross, Joslyn Barnes och Su Kim - Islamistens söner – Talal Derki, Ansgar Frerich, Eva Kemme och Tobias N. Siebert - Minding the Gap – Bing Liu och Diane Moy Quon - RBG – Betsy West och Julie Cohen | Bästa kortfilmsdokumentär - Period. End of Sentence. – Rayka Zehtabchi och Melissa Berton - Black Sheep – Ed Perkins och Jonathan Chinn - End Game – Rob Epstein och Jeffrey Friedman - Lifeboat – Skye Fitzgerald och Bryn Mooser - A Night at the Garden – Marshall Curry |
| Bästa kortfilm - Skin – Guy Nattiv och Jaime Ray Newman - Detainment – Vincent Lambe och Darren Mahon - Fauve – Jeremy Comte och Maria Gracia Turgeon - Marguerite – Marianne Farley och Marie-Hélène Panisset - Mother – Rodrigo Sorogoyen och María del Puy Alvarado | Bästa animerade kortfilm - Bao – Domee Shi och Becky Neiman - Animal Behaviour – Alison Snowden och David Fine - Late Afternoon – Louise Bagnall och Nuria González Blanco - One Small Step – Andrew Chesworth och Bobby Pontillas - Weekends – Trevor Jimenez |
| Bästa filmmusik - Black Panther – Ludwig Göransson - BlacKkKlansman – Terence Blanchard - If Beale Street Could Talk – Nicholas Britell - Isle of Dogs – Alexandre Desplat - Mary Poppins kommer tillbaka – Marc Shaiman | Bästa sång - "Shallow" från A Star Is Born – Musik och Text: Lady Gaga, Mark Ronson, Anthony Rossomando och Andrew Wyatt - "All the Stars" från Black Panther – Musik: Mark Spears, Kendrick Lamar Duckworth och Anthony Tiffith · Text: Kendrick Lamar Duckworth, Anthony Tiffith och Solana Rowe - "I'll Fight" från RBG – Musik och Text: Diane Warren - "The Place Where Lost Things Go" från Mary Poppins kommer tillbaka – Musik: Marc Shaiman · Text: Scott Wittman och Marc Shaiman - "When a Cowboy Trades His Spurs for Wings" från The Ballad of Buster Scruggs – Musik och Text: David Rawlings och Gillian Welch |
| Bästa ljudredigering - Bohemian Rhapsody – John Warhurst och Nina Hartstone - Black Panther – Benjamin A. Burtt och Steve Boeddeker - First Man – Ai-Ling Lee och Mildred Iatrou - A Quiet Place – Ethan Van der Ryn och Erik Aadahl - Roma – Sergio Díaz och Skip Lievsay | Bästa ljud - Bohemian Rhapsody – Paul Massey, Tim Cavagin och John Casali - Black Panther – Steve Boeddeker, Brandon Proctor och Peter J. Devlin - First Man – Jon Taylor, Frank A. Montaño, Ai-Ling Lee och Mary H. Ellis - Roma – Skip Lievsay, Craig Henighan och José Antonio García - A Star Is Born – Tom Ozanich, Dean A. Zupancic, Jason Ruder och Steven Morrow |
| Bästa scenografi - Black Panther – Hannah Beachler och Jay Hart - The Favourite – Fiona Crombie och Alice Felton - First Man – Nathan Crowley och Kathy Lucas - Mary Poppins kommer tillbaka – John Myhre och Gordon Sim - Roma – Eugenio Caballero och Bárbara Enríquez | Bästa foto - Roma – Alfonso Cuarón - Cold War – Łukasz Żal - The Favourite – Robbie Ryan - Never Look Away – Caleb Deschanel - A Star Is Born – Matthew Libatique |
| Bästa smink - Vice – Greg Cannom, Kate Biscoe och Patricia DeHaney - Gräns – Göran Lundström och Pamela Goldammer - Mary Queen of Scots – Jenny Shircore, Marc Pilcher och Jessica Brooks | Bästa kostym - Black Panther – Ruth E. Carter - The Ballad of Buster Scruggs – Mary Zophres - The Favourite – Sandy Powell - Mary Poppins kommer tillbaka – Sandy Powell - Mary Queen of Scots – Alexandra Byrne |
| Bästa klippning - Bohemian Rhapsody – John Ottman - BlacKkKlansman – Barry Alexander Brown - The Favourite – Yorgos Mavropsaridis - Green Book – Patrick J. Don Vito - Vice – Hank Corwin | Bästa specialeffekter - First Man – Paul Lambert, Ian Hunter, Tristan Myles och J.D. Schwalm - Avengers: Infinity War – Dan DeLeeuw, Kelly Port, Russell Earl och Daniel Sudick - Christoffer Robin & Nalle Puh – Chris Lawrence, Mike Eames, Theo Jones och Chris Corbould - Ready Player One – Roger Guyett, Grady Cofer, Matthew E. Butler och David Shirk - Solo: A Star Wars Story – Rob Bredow, Patrick Tubach, Neal Scanlan och Dominic Tuohy |

### Filmer med flera vinster
| Vinster | Film              |
| ------- | ----------------- |
| 4       | Bohemian Rhapsody |
| 3       | Black Panther     |
| 3       | Green Book        |
| 3       | Roma              |

### Filmer med flera nomineringar
| Nomineringar | Film                         |
| ------------ | ---------------------------- |
| 10           | The Favourite                |
| 10           | Roma                         |
| 8            | A Star Is Born               |
| 8            | Vice                         |
| 7            | Black Panther                |
| 6            | BlacKkKlansman               |
| 5            | Bohemian Rhapsody            |
| 5            | Green Book                   |
| 4            | First Man                    |
| 4            | Mary Poppins kommer tillbaka |
| 3            | The Ballad of Buster Scruggs |
| 3            | Can You Ever Forgive Me?     |
| 3            | Cold War                     |
| 3            | If Beale Street Could Talk   |
| 2            | Isle of Dogs                 |
| 2            | Mary Queen of Scots          |
| 2            | RBG                          |

## Presentatörer och uppträdande

### Presentatörer
| Personer                               | Uppgift                                                                                          |
| -------------------------------------- | ------------------------------------------------------------------------------------------------ |
| Tina Fey, Amy Poehler och Maya Rudolph | Presenterade priset för Bästa kvinnliga biroll                                                   |
| Helen Mirren och Jason Momoa           | Presenterade priset för Bästa dokumentär                                                         |
| Tom Morello                            | Presenterade filmen Vice för Bästa film                                                          |
| Elsie Fisher och Stephan James         | Presenterade priset för Bästa smink                                                              |
| Brian Tyree Henry och Melissa McCarthy | Presenterade priset för Bästa kostym                                                             |
| Chris Evans och Jennifer Lopez         | Presenterade priset för Bästa scenografi                                                         |
| Tyler Perry                            | Presenterade priset för Bästa foto                                                               |
| Emilia Clarke                          | Introducerade uppträdandet av Bästa sång nomineringen "I'll Fight"                               |
| Serena Williams                        | Presenterade filmen A Star Is Born för Bästa film                                                |
| Danai Gurira och James McAvoy          | Presenterade priset för Bästa ljudredigering och Bästa ljud                                      |
| Queen Latifah                          | Presenterade filmen The Favourite för Bästa film                                                 |
| Javier Bardem och Angela Bassett       | Presenterade priset för Bästa icke-engelskspråkiga film                                          |
| Keegan-Michael Key                     | Introducerade uppträdandet av Bästa sång nomineringen "The Place Where Lost Things Go"           |
| Trevor Noah                            | Presenterade filmen Black Panther för Bästa film                                                 |
| Michael Keaton                         | Presenterade priset för Bästa klippning                                                          |
| Daniel Craig och Charlize Theron       | Presenterade priset för Bästa manliga biroll                                                     |
| Laura Dern                             | Speciell presentation tillkännager Academy Museum of Motion Pictures                             |
| Pharrell Williams och Michelle Yeoh    | Presenterade priset för Bästa animerade film                                                     |
| Kacey Musgraves                        | Introducerade uppträdandet av Bästa sång nomineringen "When a Cowboy Trades His Spurs for Wings" |
| Dana Carvey och Mike Myers             | Presenterade filmen Bohemian Rhapsody för Bästa film                                             |
| Awkwafina och John Mulaney             | Presenterade priset för Bästa animerade kortfilm och Bästa kortfilmsdokumentär                   |
| José Andrés och Diego Luna             | Presenterade filmen Roma för Bästa film                                                          |
| Sarah Paulson och Paul Rudd            | Presenterade priset för Bästa specialeffekter                                                    |
| KiKi Layne och Krysten Ritter          | Presenterade priset för Bästa kortfilm                                                           |
| Samuel L. Jackson och Brie Larson      | Presenterade priset för Bästa originalmanus och Bästa manus efter förlaga                        |
| Michael B. Jordan och Tessa Thompson   | Presenterade priset för Bästa filmmusik                                                          |
| Chadwick Boseman och Constance Wu      | Presenterade priset för Bästa sång                                                               |
| John Bailey                            | Presenterade In Memoriam-hyllningen                                                              |
| Barbra Streisand                       | Presenterade filmen BlacKkKlansman för Bästa film                                                |
| Allison Janney och Gary Oldman         | Presenterade priset för Bästa manliga huvudroll                                                  |
| John Lewis och Amandla Stenberg        | Presenterade filmen Green Book för Bästa film                                                    |
| Frances McDormand och Sam Rockwell     | Presenterade priset för Bästa kvinnliga huvudroll                                                |
| Guillermo del Toro                     | Presenterade priset för Bästa regi                                                               |
| Julia Roberts                          | Presenterade priset för Bästa film                                                               |

### Uppträdande
| Personer                                     | Uppträdde                                                                    |
| -------------------------------------------- | ---------------------------------------------------------------------------- |
| Queen + Adam Lambert                         | "We Will Rock You" och "We Are the Champions"                                |
| Jennifer Hudson                              | "I'll Fight" från RBG                                                        |
| Bette Midler                                 | "The Place Where Lost Things Go" från Mary Poppins kommer tillbaka           |
| David Rawlings och Gillian Welch             | "When a Cowboy Trades His Spurs for Wings" från The Ballad of Buster Scruggs |
| Bradley Cooper och Lady Gaga                 | "Shallow" från A Star Is Born                                                |
| Gustavo Dudamel och Los Angeles Philharmonic | In Memoriam-uppträdande                                                      |

## In Memoriam
Följande bortgångna personer nedan tillägnades under den årliga In Memoriam-segmentet.

- Susan Anspach
- Ermanno Olmi
- Richard Greenberg
- John Carter
- John Morris
- Bernardo Bertolucci
- Michel Legrand
- Margot Kidder
- Alixe Gordin
- Neil Simon
- Richard H. Kline
- Vittorio Taviani
- Elizabeth Sung
- Françoise Bonnot
- Burt Reynolds
- Kitty O'Neil
- Pablo Ferro
- Samuel Hadida
- Raymond Chow
- Pierre Rissient
- Anne V. Coates
- Paul Bloch
- Shinobu Hashimoto
- Richard Marks
- Stéphane Audran
- Robby Müller
- Craig Zadan
- Barbara Harris
- Claude Lanzmann
- Martin Bregman
- Nelson Pereira dos Santos
- Will Vinton
- Miloš Forman
- Witold Sobocinski
- Daniel C. Striepeke
- Penny Marshall
- Isao Takahata
- Stephen Vaughan
- Stan Lee
- William Goldman
- John M. Dwyer
- Tab Hunter
- Yvonne Blake
- Nicolas Roeg
- James Karen
- Gregg Rudloff
- Gloria Katz
- Bruno Ganz
- Audrey Wells
- Albert Finney